# Glyphanus obtusus
Glyphanus obtusus is een rechtvleugelig insect uit de familie Pamphagidae. De wetenschappelijke naam van deze soort is voor het eerst geldig gepubliceerd in 1853 door Fieber.
1. ↑  (en) Glyphanus obtusus op de IUCN Red List of Threatened Species.